# دانوبرفير
دانوبرفير Danoprevir ( INN )  هو مثبط ببتيدي محاكٍ للبروتيناز NS3 / 4A لفيروس التهاب الكبد سي ويتوفر عن طريق الفم . يحتوي المثبط على جزيئات أسيل سلفوناميد وفلورويزوإندول وتيرت- بوتيل كاربامات. دانوبرفير هو مرشح سريري بناءً على ملف قوته المواتي ضد العديد من النمط الجيني لفيروس التهاب الكبد سي 1-6 والطفرات الرئيسية (GT1b، IC 50 = 0.2-0.4 nM؛ نسخة GT1b، EC <sub id="mwFw">50</sub> = 1.6 nM).
تم تقييم دواء دانوبرفير في تجربة سريرية مفتوحة الذراع واحدة بالاشتراك مع ريتونافير لعلاج كوفيد-19  وتمت مقارنته بشكل إيجابي مع لوبينافير / ريتونافير في تجربة ثانية.

## تاريخ الدواء
تم تطوير دواء داناوبريفير بدايةً بواسطة شركة Array BioPharma، ثم تم ترخيصه لشركة Roche لمزيد من التطوير والتسويق. عام 2013 تم ترخيص دانوبرفير لشركة أسكليتيس من قبل شركة هوفمان-لا روش في سويسرا لتطويره وإنتاجه في الصين تحت الاسم التجاري جانوفو.